# Ablabera analis
Ablabera analis är en skalbaggsart som beskrevs av Carl Peter Thunberg 1818. Ablabera analis ingår i släktet Ablabera och familjen Melolonthidae. Inga underarter finns listade i Catalogue of Life.